# Montlingen
Montlingen (toponimo tedesco) è una frazione (ortsgemeinde) di 2 000 abitanti del comune svizzero di Oberriet, nel Canton San Gallo (distretto di Rheintal).

## Geografia fisica

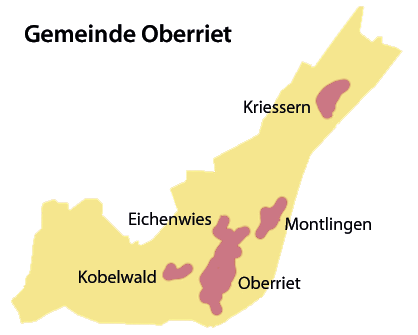
Le frazioni di Oberriet

Kriessern sorge nella piana del versante occidentale della valle del Reno lungo la riva del fiume sul colle Montlingerberg, a nordest di Oberriet.

## Monumenti e luoghi d'interesse
- Chiesa parrocchiale cattolica di San Giovanni Battista, attestata dal 1217, ricostruita nel 1504-1506 e ampliata nel 1673-1674[2];
- Sito archeologico di Montlingerberg con reperti dell'età del bronzo (cultura dei campi di urne) e del ferro (cultura di Hallstatt)[3][4].

## Società

### Evoluzione demografica
L'evoluzione demografica è riportata nella seguente tabella:
Abitanti censiti